# Rocket League
Rocket League je fotbalová hra s vozidly vydaná studiem Psyonix. Hra byla poprvé vydána na Microsoft Windows a PlayStation 4 v červenci 2015 a později vydána na Xbox One a Nintendo Switch. V červnu 2016 505 Games začali distribuovat fyzickou maloobchodní verzi pro PlayStation 4 a Xbox One, v čemž od konce roku 2017 pokračovala firma Warner Bros. Interactive Entertainment. Verze na macOS a Linux byly také vydány v roce 2016, ale podpora pro jejich online služby byla ukončena v roce 2020. Hra vyšla zadarmo v září 2020.

## Hratelnost
Rocket League lze popsat jako „fotbal, ale s auty s raketovým pohonem“. v Rocket League hraje nejvíce 8 hráčů v obou týmech, kteří se snaží za použití aut s raketovým pohonem střelit míč do soupeřovy branky a dát více gólů než soupeř.
Hra obsahuje mody pro jednoho i více hráčů, které se mohou hrát lokálně i online. Může se hrát i cross-platform napříč všemi verzemi. Pozdější aktualizace umožnily měnit základní pravidla hry a přidaly nové herní mody, včetně modů založených na ledním hokeji a basketbalu.

### Esport
Rocket League byl také přijat jako esport. Profesionální hráči se účastnili ESL a Major League Gaming společně s Rocket League Championship Series (RLCS) od samotného Psyonixu.

## Vývoj
Rocket League je pokračování hry Supersonic Acrobatic Rocket-Powered Battle-Cars, kterou pro PlayStation 3 vydal Psyonix v roce 2008. Hra Battle-Cars obdržela smíšené recenze a nebyla úspěšná, ale získala věrnou fanouškovskou základnu. Psyonix se proto snažil vytvořit pokračování.
Psyonix začal s oficiálním vývojem hry Rocket League kolem roku 2013. Zušlechtili hratelnost z Battle-Cars, aby vyřešili kritiku a zareagovali na prosby fanoušků. Psyonix si také uvědomil nedostatečný marketing u Battle-Cars a angažoval se na sociálních médiích a u propagace uvádění této hry na trh, včetně nabízení hry zdarma pro členy PlayStation Plus při jejím vydání.
Rocket League byl chválen za zlepšení hratelnosti oproti Battle-Cars, také za grafiku a celkové podání, i když nějaká kritika byla mířena směrem k hernímu enginu. Hra získala několik cen, a zaznamenala více než 10 milionů prodejů a 40 milionů hráčů začátkem roku 2018.